# Chloe Greenfield
Chloe Linnea Ayla Greenfield (Bloomfield Hills, 7 luglio 1995) è un'attrice statunitense.

## Carriera
Appare nel video di Alive with the Glory of Love del gruppo Say Anything e interpretaMolly, nella web serie Molly's Mall. Nel 2002 interpreta Lily Smith, la sorella di Jimmy (interpretato da Eminem) nel film 8 Mile e la figlia di Tony Gates, Sarah, nella serie televisiva E.R. - Medici in prima linea, ruolo ricorrente che interpreterà per 24 episodi.

## Filmografia

### Cinema
- 8 Mile (2002) - Lily Smith
- 21 Carbs (2005) - Alicia
- Project 313 (2006) - Dana

### Televisione
- E.R. - Medici in prima linea, 24 episodi (2006-2009) - Sarah Riley

## Premi e riconoscimenti
| Anno | Premio             | Categoria                                   | Film/Telefilm                | Risultato   |
| ---- | ------------------ | ------------------------------------------- | ---------------------------- | ----------- |
| 2008 | Young Artist Award | Miglior performance in una serie televisiva | E.R. - Medici in prima linea | Candidato/a |